# Schadewitz

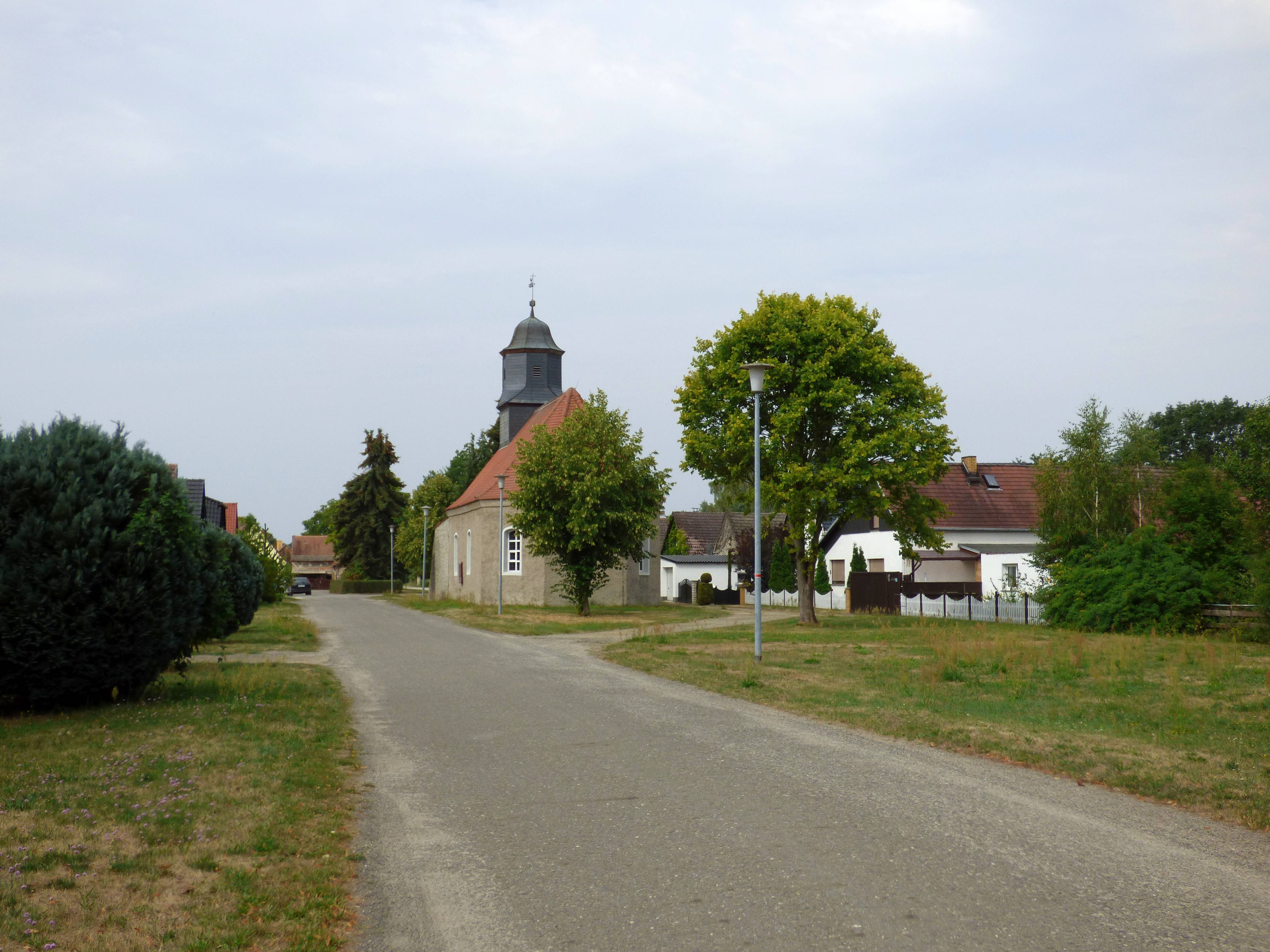
Dorfanger Schadewitz

Schadewitz ist seit dem 27. September 1998 ein Ortsteil der brandenburgischen Gemeinde Schönborn im Landkreis Elbe-Elster mit 109 Einwohnern (Stand: 2020). Er liegt 7,5 km südwestlich der Stadt Doberlug-Kirchhain an der Kleinen Elster im Naturpark Niederlausitzer Heidelandschaft und hat eine Gemarkungs-Fläche von 13,8 km².

## Geschichte

Schadewitz auf einer geschichtlichen Karte des Kreises Liebenwerda (1910).

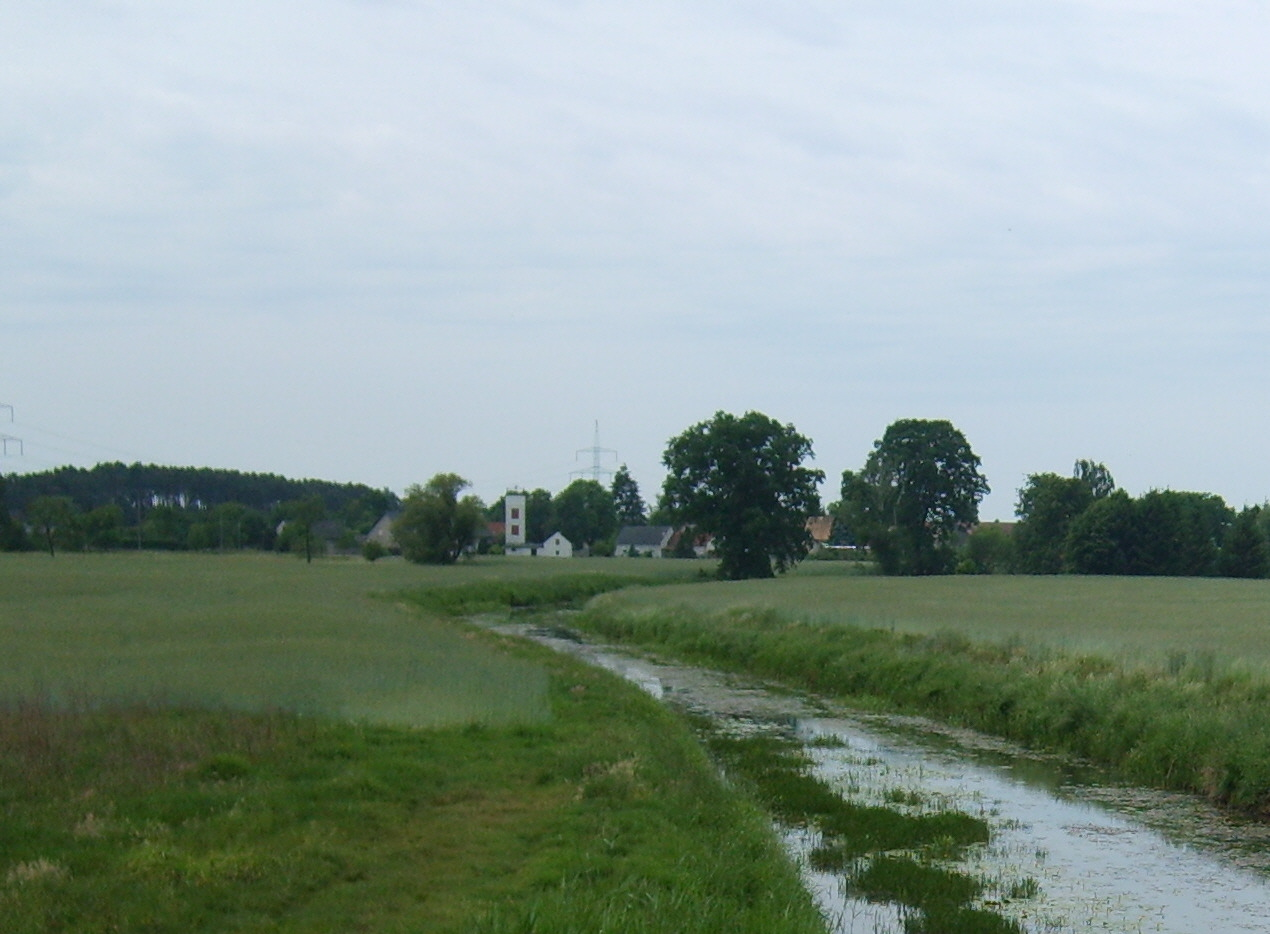
Schadewitz

Schadewitz wurde urkundlich erstmals am 7. August 1227 erwähnt. Der Name des Dorfes stammt aus dem Sorbischen, aber ein späterer Bericht von 1723 weist auf eine deutsche Besiedlung. Der Ort ging im Jahr 1297 von Bodo von Ileburg in den Besitz des Klosters Doberlug zurück. Im Zentrum des Dorfes befand sich bis 1784 eine erste Holzfachwerkkirche. Da Schadewitz von jeher ein armes Dorf war, gab die Kirchengemeinde Geld um eine neue Kirche aus Stein zu bauen. Diese Kirche befindet sich auf der Dorfaue. Die lutherische Gemeinde des Dorfes hatte während ihrer Geschichte immer wieder finanzielle Probleme, weshalb Wiesen verkauft und Sammlungen durchgeführt wurden. 1864 gab es in Schadewitz eine Wassermühle, eine Windmühle, eine Pechhütte sowie ein Forsthaus. 1914 wurde die kleine in Torgau gegossene Glocke der Dorfkirche eingeschmolzen. Im Jahr 1956 wurde das Schadewitzer Kulturhaus eingeweiht.
Nach der Wende wurde zu Beginn der 1990er Jahre das Feuerwehrhaus des Ortes innen und außen renoviert. Außerdem entstand eine neue Busschleife und 1996 wurde das Kirchendach neu eingedeckt.
1998 wurde Schadewitz mit den Nachbardörfern Schönborn, Gruhno und Lindena zur Gemeinde Schönborn zusammengeschlossen.

### Bevölkerungsentwicklung
| 1875 | 215 |  | 1946 | 279 |  | 1989 | 160 |  | 1995 | 152 |
| 1890 | 198 |  | 1950 | 278 |  | 1990 | 164 |  | 1996 | 159 |
| 1910 | 241 |  | 1964 | 254 |  | 1991 | 157 |  | 1997 | 160 |
| 1925 | 240 |  | 1971 | 236 |  | 1992 | 154 |  | 2020 | 109 |
| 1933 | 245 |  | 1981 | 202 |  | 1993 | 152 |  |      |     |
| 1939 | 243 |  | 1985 | 190 |  | 1994 | 151 |  |      |     |

## Kultur und Sehenswürdigkeiten
- Dorfkirche Schadewitz